# Kingsoft
Kingsoft GmbH, aussi connu sous le nom de Kingsoft, était un studio de développement et d’édition de jeux vidéo basé à Aix-la-Chapelle. 
Il a été fondé en 1982 par Fritz Schäfer chez ses parents, à Mulartshütte (Roetgen) pour vendre son jeu de simulation d'échecs Boss (rebaptisé ensuite Grand Master), qu'il a développé l'année précédente. Kingsoft s'est attaqué à l'édition de jeux développés par des tiers en 1983, à commencer par Galaxy de Henrik Wening. La plupart de leurs jeux seront publiés sur des ordinateurs Commodore, notamment le Commodore 64, le Commodore 16 puis l'Amiga, et étaient généralement basés sur les titres d'autres sociétés pour différentes plates-formes. Kingsoft déménage à Aix-la-Chapelle en 1987 et crée un service de distribution avant de cesser de publier en faveur de la distribution en 1993. La société est acquise en mars 1995 par Electronic Arts, qui supprime la marque la même année. 

## Histoire

### Contexte et fondation (1978-1982)
Avant de fonder Kingsoft, Fritz Schäfer étudie l'électrotechnique à la RWTH Aachen University, où il apprend à programmer en Fortran. En même temps, il travaille pendant une journée dans un restaurant McDonald's également situé à Aix-la-Chapelle. En utilisant son salaire, il achète un Commodore PET 2001 d'occasion à bas prix en 1978. Il envisage initialement de le revendre, mais décide de le garder lorsqu'il commence à créer de petits jeux vidéos faits en Basic, et apprend ensuite de façon totalement autodidacte à programmer en assembleur. Au début des années 80, les programmes d'échecs sont devenus populaires en Allemagne, ces logiciels étant vendus à des prix variant entre plusieurs centaines et plus de 1 000 marks allemands.
Schäfer, lui aussi fan des échecs, considère ce marché comme une opportunité de transformer son PET en un ordinateur d'échecs grâce à un logiciel personnalisé. Par conséquent, avec un ami qui possède également un PET 2001, il crée le jeu d'échecs Boss. Le développement du jeu devait à l'origine être un projet amateur, mais cela change lorsque, en 1981, Commodore International sort le VIC-20, un nouvel ordinateur qui utilise le même processeur que le PET (un MOS Technology 6502) mais est en outre équipé d'un processeur graphique capable d’afficher des graphismes couleur en haute résolution. Commodore International a déjà commercialisé plusieurs modules logiciels pour le VIC-20, mais aucun ne facilite la création d’un programme d'échecs, ce qui décide Schäfer à créer un portage VIC-20 de Boss, qu'il tente de vendre. Pour ce faire, il fonde Kingsoft GmbH en 1982 chez ses parents à Mulartshütte, un quartier de Roetgen, qui se trouve en banlieue d’Aix-la-Chapelle.   
Kingsoft établit alors un système de livraison, utilisant Boss à 900 marks, comme premier produit commercial. Une petite annonce est placée dans un magazine allemand spécialisé dans l'informatique, Chip. La mère de Fritz gère les commandes des clients par téléphone, tandis qu'une base de données est improvisée à l'aide de notes dans un placard à chaussures. Les commandes sont traitées sous forme de cassette ou de disquette et envoyées au client par la poste. Les ventes de Boss grimpent dès sa sortie, attirant par la même occasion une grande variété de clients, dont l'informaticien Konrad Zuse. Parallèlement à Kingsoft, Schäfer fait du travail de sous-traitance pour le développeur Vobis, basé à Düsseldorf, où il a un lien avec un de ses anciens supérieurs de chez McDonald's, incluant la traduction de modes d'emploi en anglais et représentant la société lors de foires. Lors d'une de ces foires, le Hobbytronic de 1982 se déroulant à Stuttgart, Schäfer repère le Grand maître international des échecs allemand Theo Schuster en train de jouer contre plusieurs programmes d'échecs en même temps. Après avoir été convaincu par le fondateur de Vobis Theo Lieven, Schäfer demande aux organisateurs de l'événement si Boss est autorisé à concourir contre Schuster. Comme les organisateurs le convainc, Schäfer met rapidement en place un VIC-20 pour gérer le jeu. Schuster prend les ordinateurs d'échecs au sérieux et peut les battre facilement, mais utilise une approche plus téméraire avec Boss, ce qui le conduit à presque perdre le jeu et donc à demander un match nul. Cette victoire permet à Boss d'avoir un argument de poids dans sa communication et donc de gagner encore plus de clients.   

### Passage à l'édition de jeux tiers (1983-1986)
À la suite de son succès sur le PET et le VIC-20, Boss est porté sur le Commodore 64 (C64). Pendant ce temps, Schäfer discute de la possible distribution internationale du jeu avec des partenaires de distribution britanniques, qui déclarent que le nom Boss a une connotation péjorative en anglais. Pour cette raison, Boss est renommé Grandmaster (parfois appelé Grand Master) pour le marché mondial. Au Royaume-Uni, le jeu est édité par Audiogenic. Ces accords servent de base au succès de Kingsoft en tant qu'éditeur ; en 1983, la société publie son premier jeu développé par des tiers, Galaxy, un clone de Galaga conçu par Henrik Wening. Kingsoft insère des annonces Programmierer gesucht (Programmeur (s) recherché) dans des magazines allemands spécialisés dans l'informatique, dont Chip, pour attirer les propositions de jeux, ce qui permet à l'entreprise de devenir un acteur majeur dans le marché du jeu vidéo allemand. Comme Kingsoft ne dispose d'aucune équipe de développement interne, ils travaillent exclusivement avec des développeurs tiers. La société choisit des titres prometteurs parmi les nombreux reçus et achète les droits de ces jeux en payant des montants à quatre ou cinq chiffres. Kingsoft distribue elle-même ses jeux en Allemagne, tandis qu'Anirog s'occupe de vendre les jeux en Grande-Bretagne. En 1984, Kingsoft sort deux autres jeux développés par Wening : Zaga, et Space-Pilot, basés respectivement sur Zaxxon et Time Pilot. Space-Pilot a un franc succès auprès du public britannique et a rapidement droit à une suite moins bien vendue, Space-Pilot 2, dès l'année suivante. La société est également l'éditeur du jeu de plateforme Tom, du jeu de sport Winter-Olympiade (connu sous le nom de Winter Events au Royaume-Uni) et de sa suite, Sommer-Olympiade (connu sous le nom de Summer Events au Royaume-Uni), tous conçus par Udo Gertz. 
Une version low-cost du C64, le Commodore 16 (C16), est lancée par Commodore International en 1985, mais ne se vend pas bien. À l'époque, Commodore International est le sponsor présent sur le maillot du  Bayern de Munich, c'est pourquoi Uli Hoeness, le manager du club, conclut un accord avec la chaîne de magasins Aldi en 1986 pour que les C16 soient distribués dans leurs magasins. Pour assurer la commercialisation des ordinateurs, des brochures contenant des informations sur les logiciels et les accessoires des ordinateurs doivent y être ajoutées. Puisque les éditeurs de jeux C16 sont rares en Allemagne et parce que Schäfer a été en contact avec le directeur de la branche allemande de Commodore International, Kingsoft est engagé pour créer ces brochures. Kingsoft porte plusieurs de ses jeux sur cette machine, notamment Grandmaster, Galaxy, Tom et Ghost Town, qui sont regroupés dans une compilation intitulée Plus Paket 16 et vendus pour 39 marks. Schäfer est également l'auteur d'un livre intitulé Das große C-16-Buch (Le grand livre du C16). Les C16 sont ensuite regroupés avec des disquettes et annoncés comme ordinateur d'entraînement pour la programmation en langage BASIC. Environ 200 000 appareils sont vendus de cette façon. 

### Distribution et rachat par EA (1987–1995)
Grâce au succès rencontré sur les ventes de jeux C16, en 1987, Kingsoft peut déménager de la maison des parents de Schäfer pour obtenir de véritables bureaux à Aix-la-Chapelle, y compris un entrepôt. À partir de ses nouveaux locaux, Kingsoft met en place un réseau de distribution sur mesure, avec lequel elle livre à des chaînes comme Allkauf, Toys "R" Us et Vobis. Ce service, ainsi que l'augmentation du loyer pour le nouvel emplacement et des salaires plus élevés pour le personnel de l'entreprise, mettent Kingsoft dans un état financièrement critique, ne se remettant que de la nécessité de rester indépendant. Pendant ce temps, les ventes de C16 commençent à descendre et Kingsoft se concentre sur le développement de jeux Amiga en 1988. Contrairement aux autres éditeurs  de l'époque, Kingsoft propose des jeux à un prix inférieur aux 80 marks largement demandés. Leur premier jeu Amiga réussi est le simulateur de flipper Pinball Wizard, mais d'autres jeux importants incluent Emerald Mine (1987) et sa suite, conçus par Volker Wertich ; Hägar der Schreckliche (1991), le seul jeu sous licence de la société et Locomotion, sorti en 1992. Cependant, Kingsoft sort d'autres jeux pour Amiga, tels qu'Excalibur, Corpio et Cybernauts. À cette époque, l'entreprise ne compte plus que 12 à 13 employés (dont six à plein temps) et embauche Marc Oberhäuser en tant que comptable. Le développement de jeux devenant plus coûteux et nécessitant des équipes plus importantes, la société engage Norbert Beckers en tant que directeur de la section de développement.   
En 1993, Kingsoft cesse ses activités en tant qu'éditeur de jeux et se focalise sur la distribution de jeux. Au même moment, Schäfer fonde Ikarion Software GmbH en tant que développeur de jeux vidéo distinct de Kingsoft. En tant qu'entreprise axée sur la distribution, Kingsoft devient une cible d'acquisition viable pour les éditeurs et développeurs cherchant à distribuer leurs jeux en Allemagne. 1994 est la dernière année de Kingsoft en tant que société indépendante ; cette année-là, l'entreprise emploie 20 collaborateurs et réalise un chiffre d'affaires de 20 millions de marks. Le 8 mars 1995, le géant du jeu vidéo Electronic Arts (EA) annonce le rachat de Kingsoft pour une somme non communiquée. Kingsoft devient alors une filiale et le centre de distribution des opérations existantes d'EA en Allemagne, Electronic Arts GmbH, et sert de connexion d'EA aux détaillants allemands et aux marchés locaux. D'autres entreprises comme Rushware et MicroProse étaient aussi intéressées. EA supprime rapidement la marque Kingsoft et Schäfer quitte l'entreprise pour se concentrer sur Ikarion, avant d'en partir en 1998. Ikarion fermera ses portes trois ans plus tard, en 2001. 
Quelque temps plus tard, Schäfer tente brièvement de relancer la marque Kingsoft pour Busy Bags, un casual game qu'il développe pour les smartphones Android et iOS, mais constate que personne chez EA n'est disposé à lui fournir une réponse définitive concernant les droits sur le nom. Schäfer opte donc pour le nom Shepps, un mot-valise de Shepard et Apps, pour sortir Busy Bags et ses futurs jeux.   